# Campeonato de Europa de Fútbol Americano de 2010
El Campeonato de Europa de Fútbol Americano de 2010 (oficialmente 2010 American Football European Championship) fue la decimosegunda edición de la competencia regional a nivel de selecciones más importante de Europa. 
Esta edición contó con tres sedes en Alemania y se realizó del 24 al 31 de julio de 2010.
Se contó con 6 naciones afiliadas a la IFAF. El torneo también sirvió como clasificación a la Copa Mundial de Fútbol Americano de 2011. Alemania, Francia y Austria clasificaron al mundial.

## Elección del país anfitrión
La EFAF tenía planeado realizar el evento en Finlandia sin embargo el comité tuvo que retirar el compromiso ya que el Estadio Olímpico de Helsinki, la principal sede del torneo, se encontraba en remodelación para la Eurocopa femenina.
En inicios de septiembre de 2008, Alemania aplica para la candidatura para ser el anfitrión del evento con la propuesta de aumentar la cantidad de  equipos participantes a 6. De tal modo que Gran Bretaña y Francia ascendieron automáticamente al grupo A.
El 28 de septiembre de 2008 la junta directiva de la EFAF acepta la candidatura de Alemania para ser el anfitrión del torneo.
| Candidaturas oficiales                                                     | Candidaturas oficiales            |
| Países                                                                     | Torneos organizados anteriormente |
| -------------------------------------------------------------------------- | --------------------------------- |
| Alemania                                                                   | 2000 y 2001                       |
| Finlandia                                                                  | 1987 y 1991                       |
| – Candidatura ganadora. – Candidatura desestimada. – Candidatura retirada. |                                   |

## Clasificación
La clasificación para Campeonato de Europa de Fútbol Americano de 2010 inició el 12 de agosto de 2007 y culminó el 16 de agosto de 2009. Donde participaron 10 selecciones  afiliadas a la IFAF.
En este proceso de clasificación hacen su debut 4 selecciones que se unen en el grupo C: Austria, Serbia, Suiza y Noruega. La gran sorpresa fue Austria que inició en el grupo C y ascendió ganando la clasificatoria. La gran ausencia fue Rusia que no participó en el Campeonato B del 2009.
La clasificación consta de dos torneos. El grupo C compitió en el 2007 con las selecciones debutantes y Países Bajos, que fue la peor en la clasificación pasada. El campeón del torneo, Austria, ascendió al grupo B que compitió en el 2009. Rusia decidió no participar y fue relegado al grupo C, el torneo se jugó con dos grupos de 2 y 3 equipos respectivamente. Donde el campeón ascendió al grupo A.
Final Torneo B
|           | 1 | 2 | 3  | 4 | Total |
| --------- | - | - | -- | - | ----- |
| Austria   | 7 | 7 | 21 | 7 | 42    |
| Dinamarca | 0 | 0 | 0  | 0 | 0     |

Las selecciones pertenecientes al grupo A clasifican automáticamente al torneo y Francia fue ascendido al grupo A al haber terminado en segundo lugar en el Campeonato B del 2004. Los clasificados automáticamente son:
- Alemania Anfitrión
- Suecia Campeón actual
- Finlandia
- Reino Unido
- Francia ascendido del grupo B

## Organización

### Formato de competencia
El torneo de desarrolla dividido en dos etapas: fase de grupos, final.
En la fase de grupos los 6 equipos se dividen en 2 grupos de 3 equipos cada uno, cada equipo juega una vez contra sus rivales de grupo en un sistema de todos contra todos, los equipos son clasificados en su grupo según su récord de victorias.
Los dos mejores equipos de cada grupo avanzan a la final del torneo, los segundos mejores juegan por el 3.er lugar y los dos últimos juegan por el 5.º lugar.
Final
- Ganador grupo A vs Ganador grupo B

3er Lugar
- Segundo grupo A vs Segundo grupo B

5to Lugar
- Tercero grupo A vs Tercero grupo B

### Sedes
La Asociación Alemana de Fútbol Americano (AFVD) eligió tres ciudades anfitrionas: Fráncfort, Wetzlar y Wiesbaden. 
El Commerzbank-Arena fue elegida como la sede principal de torneo, un estadio que ha sido sede desde el 2008 de la final de GFL y que ha llegado a tener una asistencia aproximada de 15,000 espectadores.
| Fráncfort del Meno | Frankfurt Wetzlar Wiesbaden |
| ------------------ | --------------------------- |
| Commerzbank-Arena  | Frankfurt Wetzlar Wiesbaden |
| Capacidad: 48 000  | Frankfurt Wetzlar Wiesbaden |
|                    | Frankfurt Wetzlar Wiesbaden |
| Wetzlar            | Frankfurt Wetzlar Wiesbaden |
| Stadion Wetzlar    | Frankfurt Wetzlar Wiesbaden |
| Capacidad: 8 000   | Frankfurt Wetzlar Wiesbaden |
|                    | Frankfurt Wetzlar Wiesbaden |
| Wiesbaden          | Frankfurt Wetzlar Wiesbaden |
| Brita-Arena        | Frankfurt Wetzlar Wiesbaden |
| Capacidad: 13 500  | Frankfurt Wetzlar Wiesbaden |
|                    | Frankfurt Wetzlar Wiesbaden |

### Calendario
El calendario del evento.
| Fase           | Fechas                |
| -------------- | --------------------- |
| Fase de grupos | Del 24 al 29 de julio |
| Fase final     | El 31 de Julio        |

## Equipos participantes
En cursiva los países debutantes en la competición.
| Equipos participantes | Equipos participantes | Equipos participantes |
| --------------------- | --------------------- | --------------------- |
| Alemania              | Francia               | Reino Unido           |
| Austria               | Suecia                | Finlandia             |

Sorteo
En septiembre de 2008 se realizó el sorteo del torneo dejando al anfitrión, Alemania, y al campeón defensor, Suecia, como cabezas de grupo, después en el segundo bombo al 3.er y 4.º lugar del torneo pasado, Finlandia y Reino Unido respectivamente y en el bombo 3 los dos equipos que ascendieron de grupo B. 
| Bombo 1                                            | Bombo 2                     | Bombo 3               |
| -------------------------------------------------- | --------------------------- | --------------------- |
| 1. Alemania (Anfitrión) 2. Suecia (Campeón actual) | 3. Reino Unido 4. Finlandia | 5. Austria 6. Francia |

## Resultados
- Las horas indicadas en los partidos corresponden al huso horario local de Alemania: Horario de verano de Europa central – CEST: (UTC+2).

### Fase de grupos
– Clasificado para la final.

#### Grupo A
| Selección | PJ | PG | PP | PF | PC |
| --------- | -- | -- | -- | -- | -- |
| Alemania  | 2  | 2  | 0  | 45 | 24 |
| Austria   | 2  | 1  | 1  | 50 | 29 |
| Finlandia | 2  | o  | 2  | 11 | 53 |

Calendario
|          | 1  | 2 | 3 | 4 | Total |
| -------- | -- | - | - | - | ----- |
| Austria  | 0  | 6 | 7 | 7 | 20    |
| Alemania | 10 | 3 | 7 | 2 | 22    |

|           | 1 | 2  | 3 | 4 | Total |
| --------- | - | -- | - | - | ----- |
| Finlandia | 0 | 7  | 0 | 0 | 7     |
| Austria   | 7 | 10 | 7 | 6 | 30    |

|           | 1 | 2 | 3  | 4 | Total |
| --------- | - | - | -- | - | ----- |
| Alemania  | 0 | 6 | 14 | 3 | 23    |
| Finlandia | 4 | 0 | 0  | 0 | 4     |

#### Grupo B
| Selección  | PJ | PG | PP | PF | PC |
| ---------- | -- | -- | -- | -- | -- |
| Francia    | 2  | 2  | 0  | 64 | 7  |
| Suecia     | 2  | 1  | 1  | 21 | 16 |
| Inglaterra | 2  | 0  | 2  | 2  | 64 |

Calendario
|         | 1 | 2 | 3  | 4 | Total |
| ------- | - | - | -- | - | ----- |
| Francia | 3 | 0 | 11 | 0 | 14    |
| Suecia  | 0 | 7 | 0  | 0 | 7     |

|             | 1 | 2  | 3 | 4  | Total |
| ----------- | - | -- | - | -- | ----- |
| Reino Unido | 0 | 0  | 0 | 0  | 0     |
| Francia     | 7 | 15 | 7 | 21 | 50    |

|             | 1 | 2 | 3 | 4 | Total |
| ----------- | - | - | - | - | ----- |
| Reino Unido | 0 | 2 | 0 | 0 | 2     |
| Suecia      | 0 | 7 | 0 | 7 | 14    |

### Fase final

##### 5.º Puesto
| en Commerzbank-Arena, Fráncfort - Día: 31 de julio de 2010 - Hora: 10:00 - Clima: 15 °C - Asistencia: 565 - Referee: Rebes - Reporte | \| \| 1 \| 2 \| 3 \| 4 \| Total \| \| ----------- \| - \| -- \| - \| -- \| ----- \| \| Reino Unido \| 0 \| 0 \| 0 \| 9 \| 9 \| \| Finlandia \| 0 \| 18 \| 0 \| 14 \| 32 \| |    |   |    |       |
| | 1 | 2  | 3 | 4  | Total |
| Reino Unido | 0 | 0  | 0 | 9  | 9     |
| Finlandia | 0 | 18 | 0 | 14 | 32    |

##### 3.erPuesto
| en Commerzbank-Arena, Fráncfort - Día: 31 de julio de 2010 - Hora: 16:00 - Clima: 26 °C - Asistencia: 3,126 - Referee: Rasmussen - Reporte | \| \| 1 \| 2 \| 3 \| 4 \| Total \| \| ------- \| - \| -- \| - \| - \| ----- \| \| Suecia \| 0 \| 0 \| 0 \| 0 \| 0 \| \| Austria \| 0 \| 27 \| 0 \| 3 \| 30 \| |    |   |   |       |
| | 1 | 2  | 3 | 4 | Total |
| Suecia | 0 | 0  | 0 | 0 | 0     |
| Austria | 0 | 27 | 0 | 3 | 30    |

##### Final
| en Commerzbank-Arena, Fráncfort - Día: 31 de julio de 2010 - Hora: 19:30 - Clima: 26 °C - Asistencia: 8,523 - Referee: Bolstadt - Reporte | \| \| 1 \| 2 \| 3 \| 4 \| Total \| \| -------- \| - \| -- \| -- \| - \| ----- \| \| Francia \| 0 \| 3 \| 7 \| 0 \| 10 \| \| Alemania \| 2 \| 10 \| 14 \| 0 \| 26 \| |    |    |   |       |
| | 1 | 2  | 3  | 4 | Total |
| Francia | 0 | 3  | 7  | 0 | 10    |
| Alemania | 2 | 10 | 14 | 0 | 26    |

| Campeón del Europa 2010 |
| Bandera de Alemania     |
| Alemania                |
| 2.º título              |

## Estadísticas
| Estadísticas Individuales | Estadísticas Individuales |
| ------------------------- | ------------------------- |
| Líder Corredor            | Danny Washington          |
| Líder pasador             | Max Sprauel               |
| Líder en recepciones      | Dominic Hanselmann        |
| Líder receptor            | Nikolas Roemer            |
| Líder anotador            | Jacob Dieplinger          |
| Líder goles de campo      | Bruno Nekili              |
| Líder en tackleadas       | Efe Evwarayne             |
| Líder en capturas         | Philip Minja              |
| Líder en intercepciones   | Karl Michel               |
| Líder en fumbles          | Cedric Cotar              |

## Premios y reconocimientos

### Jugador del partido
Este es un premio individual que se entrega al finalizar cada uno de los 9 partidos disputados, el cual reconocer al mejor jugador del partido de cada equipo.
| Jugador                                | Partido |
| -------------------------------------- | ------- |
| Dominic Hanselmann Andrej Kliman       | 22:20   |
| Bandera de Suecia · Bandera de Francia | 7:14    |
| Max Sprauel Clive Palumbo              | 50:0    |
| Florian Grein Miro Kadmiry             | 30:7    |
| Michael Andrews Anders Hermodsson      | 2:14    |
| Dennis Zimmermann                      | 4:23    |
| Michael Andrew Veikka Lehtonen         | 9:14    |
| Anders Hermodsson Philip Minja         | 0:30    |
| Marco Soumah Dennis Zimmermann         | 10:26   |

### Mejor jugador del torneo
El MVP es el premio al jugador más valioso del torneo. A lo largo de todo el torneo  se analizan las capacidades de cada jugador para otorgar el reconocimiento al mejor jugador por sus actuaciones en la competencia.
| Premio | Jugador          | Selección |
| ------ | ---------------- | --------- |
| MVP    | Dennis Zimmerman | Alemania  |

Zimmerman estuvo presente en los tres partidos que disputó su selección en donde registró 519 yardas y 7 touchdowns, fue elegido dos veces como el mejor jugador del partido, en fase de grupos contra Finlandia y en la final contra Francia, además fue elegido como el QB del primer equipo All-Stars.

### Equipo del torneo
El equipo del torneo fue presentado el 3 de agosto de 2010, se eligieron a 24 jugadores que conforman el primer equipo de estrellas y otros 24 que conforman el segundo equipo. Ambos equipos se conforman con jugadores de las 6 selecciones y están conformadas con: 12 alemanes, 11 franceses, 10 austríacos, 6 finlandeses, 3 ingleses y 1 sueco.
| Posición | Nombre               | Nación    |
| -------- | -------------------- | --------- |
| QB       | Dennis Zimmermann    | Alemania  |
| RB       | Danny Washington     | Alemania  |
| RB       | Andrej Kliman        | Austria   |
| WR       | Dominic Hanselmann   | Alemania  |
| WR       | Jeremy Rabot         | Francia   |
| WR       | Jacob Dieplinger     | Austria   |
| OT       | Andre Mathes         | Alemania  |
| OG       | Lars Hampel          | Alemania  |
| OC       | Fabien Docousso      | Francia   |
| OG       | Valentin Gruber      | Austria   |
| OT       | Michael Habetin      | Austria   |
| DE       | Robert Zernicke      | Alemania  |
| DT       | DennisEngelbrecht    | Alemania  |
| DT       | Maximilian Grewe     | Alemania  |
| DE       | Christian Fuchs      | Alemania  |
| LB       | Mario Novak          | Alemania  |
| LB       | Efe Evwaraye         | Finlandia |
| LB       | Cedric Cotar         | Francia   |
| CB       | Leonard Green        | Alemania  |
| CB       | Christoph Putz       | Austria   |
| S        | Philip Minja         | Suecia    |
| S        | Oliver Radke         | Alemania  |
| K/P      | Peter Kramberger     | Austria   |
| Ret      | Armando Poce de Leon | Austria   |
| COACH    | Larry Legault        | Francia   |

| Posición | Nombre              | Nación     |
| -------- | ------------------- | ---------- |
| QB       | Cristoph Gross      | Austria    |
| RB       | Laurent Marceline   | Francia    |
| RB       | Michael Andrew      | Inglaterra |
| WR       | Marc-Angelo Soumah  | Francia    |
| WR       | Niklas Römer        | Alemania   |
| WR       | Markku Luoto        | Finlandia  |
| OT       | Nils Hampel         | Alemania   |
| OG       | Jean-Philip Eldin   | Francia    |
| OC       | Christoph Kipperer  | Austria    |
| OG       | Pasi Lautala        | Finlandia  |
| OT       | Ricard Gadzepko     | Inglaterra |
| DE       | Frantzy Dorlean     | Francia    |
| DT       | Gregory Gavarin     | Francia    |
| DT       | Roman Meklau        | Austria    |
| DE       | Kyle Burrows        | Inglaterra |
| LB       | Santtu Äyräväinen   | Finlandia  |
| LB       | Simon Brenner       | Alemania   |
| LB       | Jasson Scott        | Alemania   |
| CB       | Karl Michel         | Alemania   |
| CB       | Nuno Dos Santos     | Francia    |
| S        | Seikko Vennelä      | Finlandia  |
| S        | Matthias Eck        | Alemania   |
| K/P      | Bruno Nekili        | Francia    |
| Ret      | Paul Bresaz-Latille | Francia    |
| COACH    | Tuomas Heikkinen    | Finlandia  |